# الزارات
الزارات مدينة ساحلية تقع على السواحل الجنوبية للجمهورية التونسية و تبعد 30 كلم على مدينة قابس و تتبع
إداريا ولاية قابس و تحديدا معتمدية مارث.

## أعلام
- أحمد اللغماني